# Serce (anime)
Serce (jap. 愛の学校クオレ物語 Ai no Gakkō Kuore Monogatari) – japoński serial animowany wyprodukowany w 1981 roku przez wytwórnię Nippon Animation. Adaptacja powieści Serce Edmonda De Amicisa.

## Wersja polska
W Polsce serial emitowany był w TVP1 z dubbingiem. Został wydany na VHS.
W wersji polskiej udział wzięli:
- Ilona Kuśmierska jako Enrico Bottini
- Andrzej Ferenc jako Alberto Bottini (ojciec Enrico)
- Ewa Kania jako matka Enrico
- Jacek Dzisiewicz jako nauczyciel Peruboni
- Mirosława Krajewska
- Tomasz Kozłowicz jako Enrone
- Władysław Kowalski jako Narrator
- Danuta Przesmycka
- Iwona Rulewicz
- Jolanta Wołłejko
- Leopold Matuszczak
- Paweł Galia